# Лакеев, Владимир Иванович
Влади́мир Ива́нович Лаке́ев (род. 13 августа 1949, Москва) — российский политик, с марта 2014 года 1-й секретарь ЦК Объединённой коммунистической партии (ОКП). Ранее второй секретарь московского городского комитета КПРФ, впоследствии первый секретарь альтернативного московского городского комитета КПРФ. Руководитель фракции КПРФ в Московской городской думе четвёртого созыва.

## Биография
Родился на Цветном Бульваре. Принимался в пионеры на Советской площади. 
Окончил топографический политехникум, отучился два года в Московском институте геодезии. В 1978 поступил на философский факультет Московского государственного университета им. М. В. Ломоносова.
В 1979 году, будучи секретарём комитета комсомола строительного треста, вступил в КПСС.
С 1970 по 1982 работал геодезистом на объектах сельского строительства РСФСР. Почти полтора года проработал в Южном Йемене на строительстве рыбоконсервного завода. В 1982-84 — начальник бюро социального развития московского завода «Дзержинец». С 1984 года — на партийной работе: инструктор, заместитель заведующего, заведующий идеологическим отделом Кировского районного комитета КПСС г. Москвы.
После государственного переворота 1991 года активно включается в движение сопротивления новой власти Российской Федерации. В 1991 году избирается секретарём Московского комитета Российской коммунистической рабочей партии, был членом политсовета движения «Трудовая Россия», членом национального совета Фронта национального спасения (ФНС).
Принимал участие в восстановлении Московской городской организации КПРФ. В 1993 году избирается членом президиума Московского исполнительного городского комитета КПРФ, в 1994 — секретарём московского горкома КПРФ, с 2000 по 2010 — второй секретарь Московского городского комитета КПРФ.
Перед избранием в Московскую городскую думу работал помощником депутата Государственной Думы. Избран депутатом Московской городской Думы четвёртого созыва 4 декабря 2005 года.
Член комиссий Думы: по государственному строительству и местному самоуправлению; по кадровым вопросам в рамках компетенции Московской городской Думы; по организации работы Думы; по межнациональным и межконфессиональным отношениям. Член комиссии Московской городской думы и Правительства Москвы по рассмотрению материалов и предложений о присвоении звания «Почетный гражданин города Москвы».
Выдвигался кандидатом в депутаты Московской городской Думы пятого созыва от избирательного округа № 5.
17 апреля 2011 года на организационном Пленуме МГК КПРФ, проведённого по инициативе Совета секретарей МГО КПРФ, избран первым секретарём и членом бюро альтернативного МГК.
С 2014 года — первый секретарь ЦК «Объединённой Коммунистической Партии».
2 октября 2021 года на XXI отчётно-выборном съезде «Трудовой России» избран в состав Исполкома движения.